# Hong Kong Open 1997
Die Hong Kong Open 1997 im Badminton fanden fom 29. Oktober bis zum 2. November 1997 in Hongkong statt. Das Preisgeld betrug 170.000 US-Dollar, was dem Turnier zu einem Fünf-Sterne-Status im Grand-Prix-Circuit verhalf.

## Medaillengewinner
| Disziplin    | Gold                       | Silber                    | Bronze                         |
| ------------ | -------------------------- | ------------------------- | ------------------------------ |
| Herreneinzel | Peter Gade                 | Thomas Stuer-Lauridsen    | Wong Ewee Mun                  |
| Herreneinzel | Peter Gade                 | Thomas Stuer-Lauridsen    | Peter Rasmussen                |
| Dameneinzel  | Gong Ruina                 | Wu Huimin                 | Zhu Yunyi                      |
| Dameneinzel  | Gong Ruina                 | Wu Huimin                 | Lee Kyung-won                  |
| Herrendoppel | Kim Dong-moon Ha Tae-kwon  | Eng Hian Hermono Yuwono   | Jim Laugesen Thomas Stavngaard |
| Herrendoppel | Kim Dong-moon Ha Tae-kwon  | Eng Hian Hermono Yuwono   | Choong Tan Fook Lee Wan Wah    |
| Damendoppel  | Chung Jae-hee Ra Kyung-min | Liu Lu Qian Hong          | Kang Mi-hwa Kim Kyeung-ran     |
| Damendoppel  | Chung Jae-hee Ra Kyung-min | Liu Lu Qian Hong          | Gong Ruina Wu Huimin           |
| Mixed        | Kim Dong-moon Ra Kyung-min | Ha Tae-kwon Chung Jae-hee | Xie Min Zhu Yunyi              |
| Mixed        | Kim Dong-moon Ra Kyung-min | Ha Tae-kwon Chung Jae-hee | Bae Gi-dae Kang Mi-hwa         |